# Mikromeria

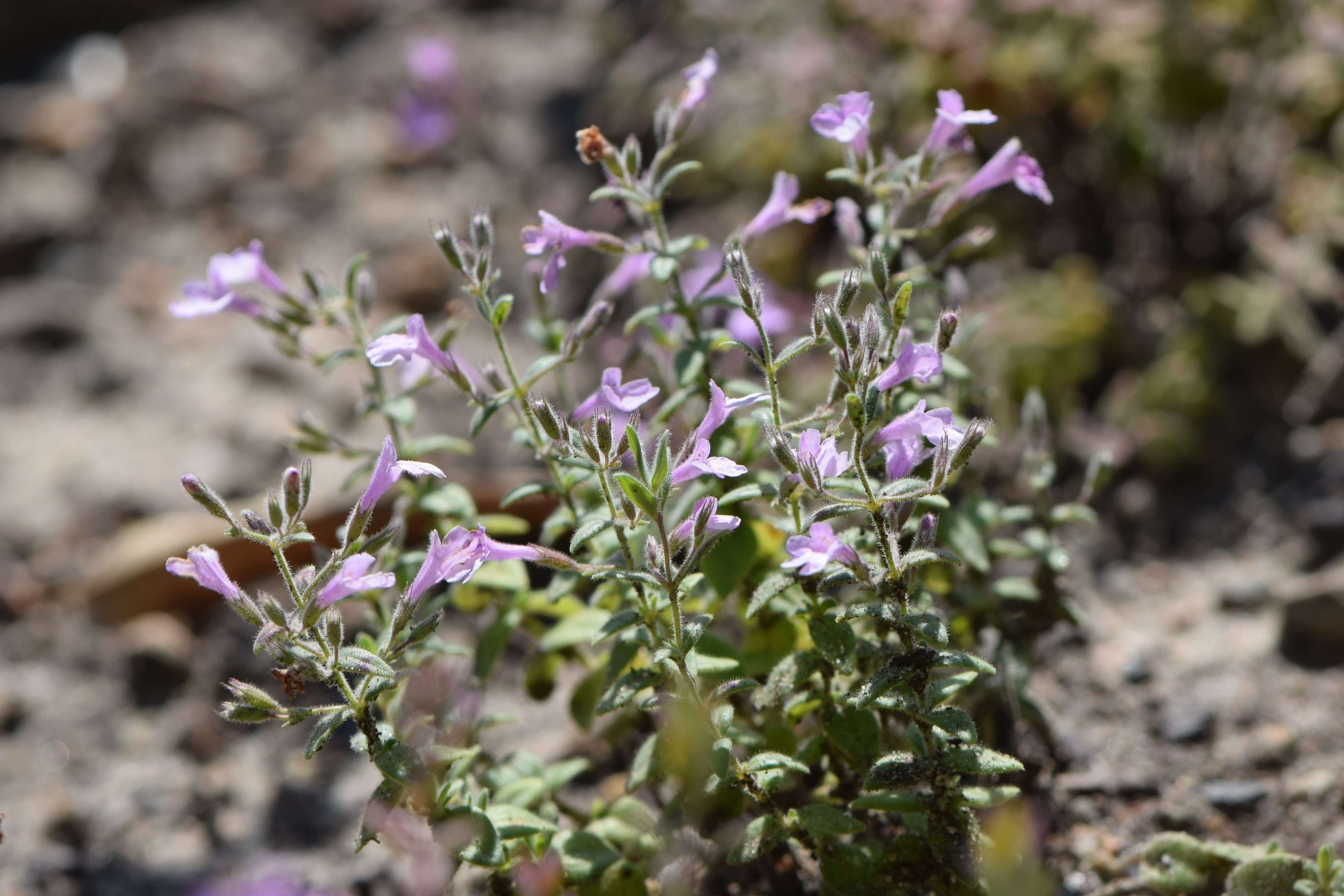
Micromeria croatica

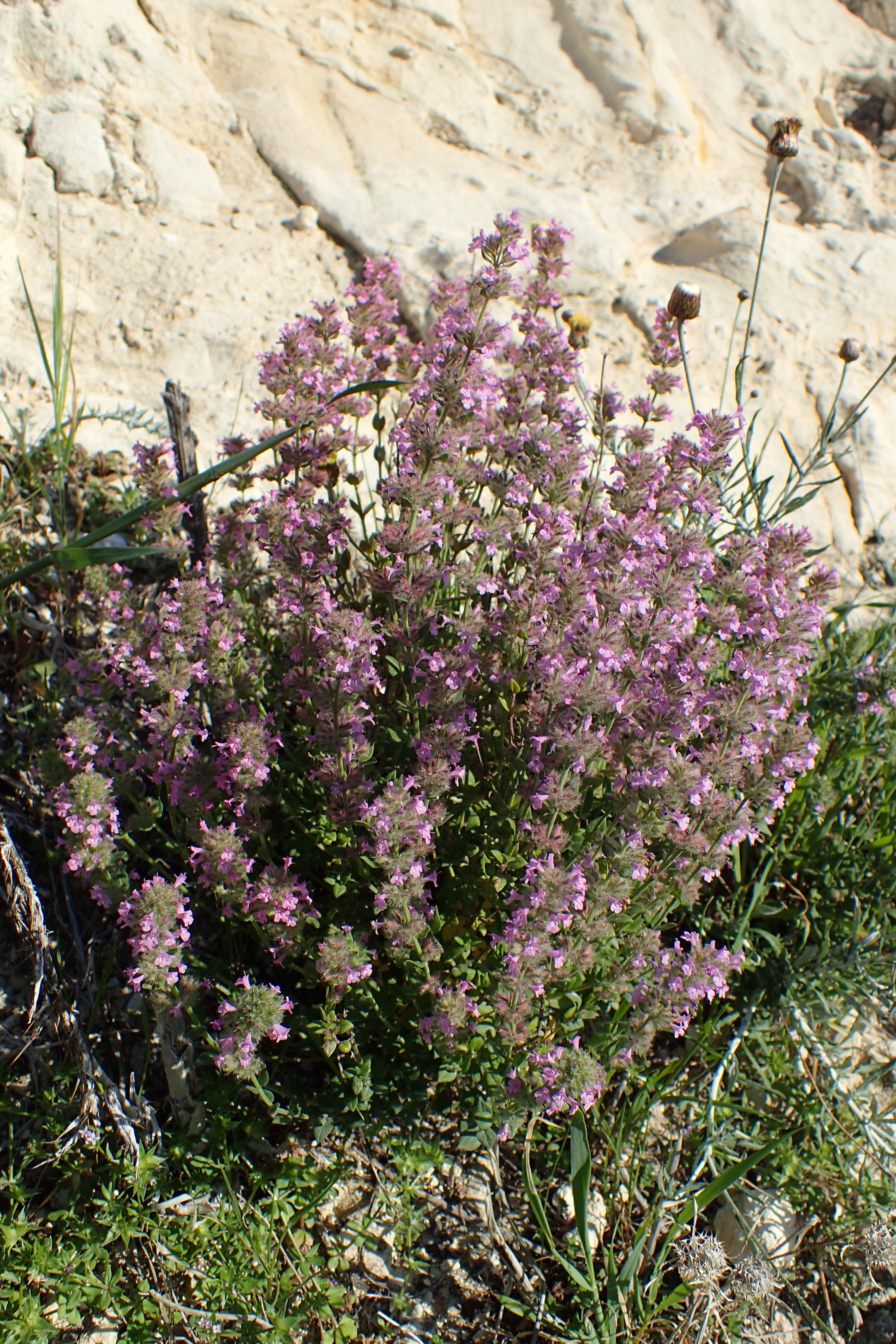
Micromeria nervosa

Mikromeria (Micromeria Benth.) – rodzaj roślin z rodziny jasnotowatych. Obejmuje ok. 70 gatunków. Zasięg rodzaju obejmuje południową Europę, znaczną część Afryki wraz z Madagaskarem, południową Azję oraz zachodnią Amerykę Północną od Alaski po Kalifornię. Najbardziej zróżnicowany jest w rejonie Morza Śródziemnego oraz na wyspach Makaronezji (na Wyspach Kanaryjskich rośnie 15 gatunków). W strefie równikowej przedstawiciele rodzaju występują w górach. Rośliny zwykle związane z siedliskami suchymi, słonecznymi i skalistymi.
Rośliny z rodzaju mikromeria są silnie aromatyczne – obfitują w olejki eteryczne, o różnym składzie chemicznym, poza tym zawierają m.in. flawonoidy, aldehydy alifatyczne. Mają w efekcie istotne znaczenie w lecznictwie. Uprawiane są także jako rośliny ozdobne w ogrodach skalnych, bylinowych i naturalistycznych.

## Morfologia

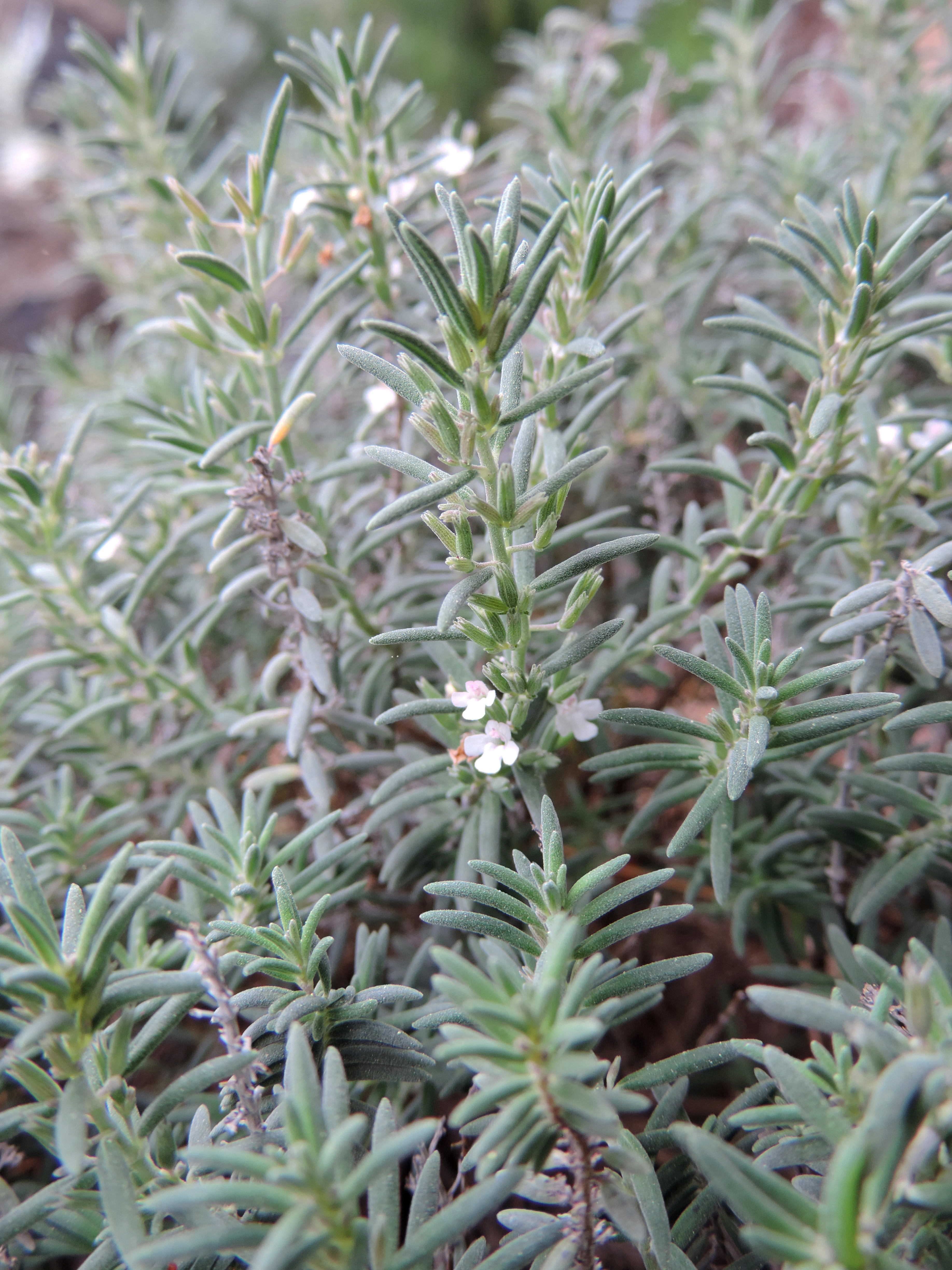
Micromeria tenuis

PokrójRośliny zielne (częściej byliny, rzadko roczne – M. cymuligera), czasem półkrzewy, krzewinki i krzewy.
LiścieKrótkoogonkowe do niemal siedzących. Blaszki całobrzegie lub ząbkowane, równowąskie do jajowatych, płaskie lub podwinięte wzdłuż brzegów. Zwykle mniej lub bardziej owłosione.
KwiatyZebrane po 2–20 w okółki tworzące szczytowy, kłosokształtny lub wiechowaty kwiatostan złożony. Przysadki zwykle są obecne. Kwiaty są szypułkowe lub siedzące. Kielich jest promienisty, rzadko słabo dwuwargowy, dzwonkowaty lub walcowaty, 13–15-nerwowy, z 5 łatkami. Od podobnych i blisko spokrewnionych rodzajów (Satureja, Clinopodium) różni się tym, że nie jest nigdy rozdęty lub wygięty, a łatki są proste, a nie rozchylone. Dwuwargowa korona jest zwykle niewielka, biała, żółtawa, fioletowa, różowa lub purpurowa. Dolna warga jest trójłatkowa, górna łatka jednołatkowa. Górna łatka jest prosta lub odgięta, zwykle wycięta na szczycie. Dolna warga ma trzy łatki równe lub środkowa jest większa od bocznych. Rurka korony jest prosta, walcowata, czasem owłosiona wewnątrz. Pręciki są cztery, dwusilne. Pylniki zwykle wystają poza wargi korony.
OwoceRozłupki jajowate, czasem nieco zaostrzone na wierzchołku, gładkie, rzadziej owłosione.

## Systematyka
Pozycja systematyczna
Rodzaj z plemienia Mentheae z podrodziny Nepetoideae należącej do rodziny jasnotowatych Lamiaceae. W obrębie plemienia należy do podplemienia Menthinae wchodząc w skład tzw. „kompleksu Satureja”. To grupa rodzajów problematycznych taksonomicznie i w efekcie różnie ujmowanych przez różnych autorów, zwłaszcza z okresu przed zastosowaniem metod molekularnych w analizie pokrewieństwa. Gatunki tu zaliczane były włączane w całości lub częściowo do rodzaju cząber Satureja, część gatunków, np. z Madagaskaru lub Ameryki Północnej, włączano do rodzajów klinopodium Clinopodium, czy kalaminta Calamintha.
Wykaz gatunków
- Micromeria acropolitana Halácsy
- Micromeria × angosturae P.Pérez
- Micromeria arganietorum (Emb.) R.Morales
- Micromeria × ayamosnae Puppo & P.Pérez
- Micromeria aybalae H.Duman & Dirmenci
- Micromeria benthamii Webb & Berthel.
- Micromeria × benthamineolens Svent.
- Micromeria biflora (Buch.-Ham. ex D.Don) Benth.
- Micromeria × bourlieri Maire & Gauth.-Lièvre
- Micromeria brivesii Batt.
- Micromeria × broussonetii A.Santos, A.Acev.-Rodr. & Reyes-Bet.
- Micromeria browiczii Ziel. & Kit Tan
- Micromeria canariensis (P.Pérez) Puppo
- Micromeria carpatha Rech.f.
- Micromeria chionistrae Meikle
- Micromeria conferta (Coss. & Daveau) Stefani
- Micromeria × confusa G.Kunkel & P.Pérez
- Micromeria cremnophila Boiss. & Heldr. – mikromeria urwiskowa[9]
- Micromeria cristata (Hampe) Griseb. – mikromeria grzebieniasta[9]
- Micromeria croatica (Pers.) Schott – mikromeria chorwacka[9]
- Micromeria cymuligera Boiss. & Hausskn.
- Micromeria danaensis Danin
- Micromeria debilis Pomel
- Micromeria densiflora Benth.
- Micromeria douglasii Benth.
- Micromeria elliptica K.Koch
- Micromeria ericifolia (Roth) Bornm.
- Micromeria filiformis (Aiton) Benth.
- Micromeria flagellaris Baker
- Micromeria fontanesii K.Koch
- Micromeria forbesii Benth.
- Micromeria × garajonayii Puppo & P.Pérez
- Micromeria glomerata P.Pérez
- Micromeria gomerensis (P.Pérez) Puppo
- Micromeria graeca (L.) Benth. ex Rchb.
- Micromeria guichardii (Quézel & Zaffran) Brullo & Furnari
- Micromeria hedgei Rech.f.
- Micromeria helianthemifolia Webb & Berthel.
- Micromeria herpyllomorpha Webb & Berthel.
- Micromeria hierrensis (P.Pérez) Puppo
- Micromeria hispida Boiss. & Heldr. ex Benth.
- Micromeria hochreutineri (Briq.) Maire
- Micromeria × hybrida Zagan.
- Micromeria imbricata (Forssk.) C.Chr.
- Micromeria inodora (Desf.) Benth.
- Micromeria × intermedia G.Kunkel & P.Pérez
- Micromeria juliana (L.) Benth. ex Rchb.
- Micromeria kerneri Murb.
- Micromeria lachnophylla Webb & Berthel.
- Micromeria lanata (C.Sm. ex Link) Benth.
- Micromeria lasiophylla Webb & Berthel.
- Micromeria lepida Webb & Berthel.
- Micromeria leucantha Svent. ex P.Pérez
- Micromeria longipedunculata Bräuchler
- Micromeria macrosiphon Coss.
- Micromeria madagascariensis Baker
- Micromeria maderensis Puppo & Bräuchler
- Micromeria mahanensis Puppo
- Micromeria marginata (Sm.) Chater – mikromeria obrzeżona[9]
- Micromeria × meteorica Hausskn.
- Micromeria microphylla (d'Urv.) Benth.
- Micromeria monantha (Font Quer) R.Morales
- Micromeria myrtifolia Boiss. & Hohen.
- Micromeria nervosa (Desf.) Benth.
- Micromeria × nogalesii G.Kunkel & P.Pérez
- Micromeria pedro-luisii Puppo
- Micromeria peltieri (Maire) R.Morales
- Micromeria × perez-pazii G.Kunkel
- Micromeria persica Boiss.
- Micromeria pineolens Svent.
- Micromeria × preauxii Webb & Berthel.
- Micromeria pseudocroatica Šilic
- Micromeria rivas-martinezii Wildpret
- Micromeria serbaliana Danin & Hedge
- Micromeria sinaica Benth.
- Micromeria sphaciotica Boiss. & Heldr. ex Benth.
- Micromeria sphaerophylla Baker
- Micromeria × tagananensis P.Pérez
- Micromeria teneriffae (Poir.) Benth. ex G.Don
- Micromeria tenuis (Link) Benth.
- Micromeria × tolomensis Puppo & P.Pérez
- Micromeria tragothymus Webb & Berthel.
- Micromeria unguentaria Schweinf.
- Micromeria weilleri (Maire) R.Morales
- Micromeria × wildpretii P.Pérez
- Micromeria zarkosii Kit Tan, Biel & Ziel.